# Pantery
Pantery (Pantherinae) – podrodzina ssaków z rodziny kotowatych (Felidae).

## Zasięg występowania
Podrodzina obejmuje gatunki występujące w Azji, Afryce i Ameryce.

## Systematyka
Do podrodziny należą następujące występujące współcześnie rodzaje:
- Panthera Oken, 1816 – lampart
- Neofelis J.E. Gray, 1867 – pantera

Opisano również rodzaj wymarły:
- Palaeopanthera[10] Hemmer, 2023
- Pachypanthera[11] de Bonis, Chaimanee, Grohé, Chavasseau, Mazurier, Suraprasit & Jaeger, 2023 – jedynym przedstawicielem był Pachypanthera piriyai de Bonis, Chaimanee, Grohé, Chavasseau, Mazurier, Suraprasit & Jaeger, 2023